# Роджър Тейлър
 Тази статия е за барабаниста на Куийн.  За барабаниста на Дюран Дюран вижте Роджър Тейлър (барабанист на Дюран Дюран).  
Роджър Медоус Тейлър (на английски: Roger Meddows Taylor) е британски музикант.
Той е роден на 26 юли 1949 г. в Дерсингам. Известен е най-вече като барабанист, перкусионист и вокал на групата „Куийн“. Не е „плодовит“ автор, както са Фреди или Брайън – композициите му обикновено се ограничават до 1 или 2 песни в албум. Въпреки това качеството е изключително високо и песните се приемат много добре.
Стилът на Роджър преминава през 2 обособени етапа. През 1970-те години песните му са „добрите стари хевиметъл парчета“, които той сам изпява. И при все че са много популярни, никоя от тях не става хит. Като се започне с Modern Times Rock 'n Roll (1973) и се стигне до наистина класическите I'm In Love With My Car (1975), Fight From The Inside (1977) и Rock It (1980), песните му са забавни за слушане и талантливо композирани. Докато не се стигне до 1984 г., когато отбелязва хит с Radio Ga Ga, с който се издига до класата на Фреди и Брайън. Композициите му от 1980-те години, заедно със соловата му кариера, която започва през 1981 г., фокусира върху него по-голям коментар отколкото преди. Дори и в по-ранните му песни като More Of That Jazz (1978), има някакво чувство на обезверяване, после идват Action This Day (1982), Heaven For Everyone (1988) и The Also Rans (1991).
Роджър има няколко солидни хита през 1980-те и 1990-те години. Radio Ga Ga достигна първо място в 19 страни, A Kind Of Magic (1986) стига до върха в 35. Едновременно Innuendo (1991) и These Are The Days Of Our Lives (1991) са номер 1 в Англия. Докато продължава соло кариерата си, най-големият му удар е Nazis 1994, който достига до номер 22.